# Su Santidad: los papeles secretos de Benedicto XVI
Su Santidad: los papeles secretos de Benedicto XVI (en italiano: Sua Santità. Le carte segrete di Benedetto XVI) -2012- es un libro publicado por el periodista italiano Gianluigi Nuzzi. Está compuesto por cartas confidenciales y memorándums entre el papa Benedicto XVI y su secretario personal, el sacerdote alemán Georg Gänswein.

## Particularidades
Se cree que la información robada fue pasada al autor del libro a través de Paolo Gabriele, quien fue mayordomo personal del papa Benedicto XVI entre 2006 y 2012.[cita requerida]
El miércoles 23 de mayo de 2012 la gendarmería de la Ciudad del Vaticano detuvo a Gabriele (de 46 años), se supone que por develar los documentos.
Gabriele fue condenado e indultado y visitado en prisión por Benedicto XVI. La gendarmería anunció que encontró documentos clasificados en el departamento de Gabriele y la acusación contra este por robo de papeles confidenciales.

Gabriele declaró a los investigadores que él actuó de esta manera porque vio «maldad y corrupción en todas partes de la Iglesia».

## Contenido
En el libro, Nuzzi reveló detalles sobre diversos temas:
- Las finanzas personales del Papa.
- El sistema de soborno que existe para obtener una audiencia papal.[5]
- Reproducciones de cartas confidenciales y memorándums entre Benedicto XVI y su secretario personal.
- Una carta dirigida al Papa por un administrador de jerarquía del Vaticano, en la que le ruega no ser transferido del Vaticano por haber hecho públicos alegatos de corrupción, que le costaron a la Santa Sede millones de euros en sobreprecios en varios contratos.[6]
- Detalles sobre un escándalo en 2009 que conciernen a un exeditor del periódico de la Conferencia de Obispos Italianos.[6]
- Detalles sobre una cena a la que asistió el presidente de Italia.[6]
- Una carta fechada en 2011 de un conductor de programa italiano de televisión, dirigida al Papa, en la que adjuntaba un cheque por 10 000 euros para sus «labores de caridad» y en la que solicitaba a cambio una audiencia privada.[6]
- Cables diplomáticos de las embajadas de la Santa Sede en diversos países.[6]
- Las conclusiones del comité papal que investigó las acciones de la orden religiosa Legión de Cristo ―que fue afectada por el escándalo de pedofilia que involucró a su fundador, el sacerdote mexicano Marcial Maciel Degollado (1920-2008)―, en la que le advierten que «si bien la situación financiera de la orden no es grave, sí es seria y está en apuros».[6]
- Supuestos escándalos del cardenal Tarcisio Bertone (secretario de Estado de la Santa Sede).[6]

## Recepción
Algunas opiniones lo presentan como «Un libro controversial que presenta al Vaticano como un pesebre donde la intriga, los celos y los golpes bajos son el pan diario de las peleas faccionarias».
Luego de su primera publicación, el Vaticano tildó al libro de «criminal» y amenazó con tomar acciones legales en contra de su autor, su editor y quienquiera que fuese culpable de «soplar» los documentos.

## Respuesta papal
El 30 de mayo de 2012, el papa Benedicto hizo sus primeros comentarios directos sobre el escándalo en declaraciones al final de su audiencia general semanal.
El Papa dijo que los rumores «exagerados» y «gratuitos» ofrecen una imagen falsa de la Santa Sede:

"Los acontecimientos de los últimos días acerca de la Curia y de mis colaboradores han traído tristeza en mi corazón [...] Quiero renovar mi confianza y aliento de mis más cercanos colaboradores y todos los que cada día, con lealtad y una espíritu de sacrificio y en silencio, me ayudan a cumplir mi ministerio".
Benedicto XVI

El 13 de agosto de 2012, los magistrados del Vaticano acusaron a Paolo Gabriele por robo agravado. La primera audiencia del juicio de Paolo Gabriele y Claudio Sciarpelletti tuvo lugar el 29 de septiembre de 2012.